# Marc Bazin
Marc Louis Bazin (Saint-Marc, 6 marzo 1932 – Port-au-Prince, 16 giugno 2010) è stato un politico haitiano.
È stato Presidente di Haiti per un periodo provvisorio, dal giugno 1992 al giugno 1993. Inoltre è stato Ministro dell'Economia e delle Finanze nel 1982, sotto la presidenza di Jean-Claude Duvalier, Primo Ministro nel periodo giugno 1992-agosto 1993, e Ministro dello Sviluppo nel periodo marzo 2001-gennaio 2002.